# Canadair CF-5
El Canadair CF-5 (oficialmente designado CF-116 Freedom Fighter) es la versión construida bajo licencia por Canadair del avión estadounidense Northrop F-5 Freedom Fighter, principalmente para las Fuerzas Canadienses (como CF-5) y la Real Fuerza Aérea de los Países Bajos (como NF-5). El CF-5 fue modernizado periódicamente en su carrera de servicio en Canadá. Las Fuerzas Canadienses retiraron el modelo en 1995, aunque los CF-5 continúan en servicio en otros países.
El CF-5 fue ordenado por la Real Fuerza Aérea Canadiense, que se convirtió en parte de las Fuerzas Canadienses en 1 de febrero de 1968. La nueva fuerza unificada recepcionó los primeros CF-5 (fue casi universalmente conocido como CF-5, excepto en la documentación oficial) a finales de 1968. La producción de Canadair para las Fuerzas Canadienses fue de 89 aviones monoplazas, 46 aviones doble mando, y 75 monoplazas con 30 doble mando para la Real Fuerza Aérea de los Países Bajos, una producción total de 240 unidades. Algunos aviones excedentes canadienses fueron vendidos a Venezuela.

## Diseño y desarrollo
Diseñado originalmente por Northrop como un caza a reacción de bajo coste, disponible y de bajo mantenimiento, el F-5 estaba destinado a ser usado por fuerzas aéreas de limitados recursos y habilidades técnicas para mantener un sofisticado avión. Para Canadá, que tenía una extensa industria aeroespacial, la selección del F-5 fue vista como un paso atrás. Seleccionado originalmente para proporcionar apoyo táctico basado en Canadá, a los escuadrones de CF-5 se les encomendó el flanco norte de la OTAN para actuar como fuerza de despliegue rápido. Sin embargo, las tareas del CF-5 durante su servicio con la RCAF fueron cambiadas frecuentemente y, finalmente, el diminuto caza serviría como cazabombardero ligero, plataforma de reconocimiento y entrenador.
La versión canadiense tenía varias modificaciones para hacerlo más adecuado para operar en los teatros de operaciones de las Fuerzas Canadienses. Con el fin de abordar las quejas sobre las largas carreras de despegue, la versión canadiense presentaba un tren de aterrizaje de morro de dos posiciones; comprimido, operaba como el original, pero extendido (antes del despegue), elevaba el morro y de este modo aumentaba el ángulo de ataque y la sustentación. El sistema reducía la distancia de despegue en casi un 20 %. Fue instalada una sondea de repostaje en vuelo, se usaron motores General Electric J85-15 de 19 kN (4300 lbf) construidos por Orenda, y se añadió un sistema de navegación más sofisticado. El morro del CF-5 también era intercambiable con un equipo de reconocimiento especialmente diseñado, con cuatro cámaras en él. En el curso de su vida, recibió muchas modernizaciones en sus aviónicas y capacidades.
Se firmó un encargo de 105 aviones por la Real Fuerza Aérea de los Países Bajos a principios de 1967, 75 monoplazas para reemplazar al Republic F-84 y 30 biplaza para reemplazar al Lockheed T-33. Algunos monoplaza se usarían en tareas de fotorreconocimiento para reemplazar a los Lockheed F-104G Starfighter. Se planeó originalmente una producción prevista en Europa para las Fuerzas Aéreas de los Países Bajos y Bélgica, pero Bélgica no realizó ningún encargo y el Gobierno de los Países Bajos llegó a un acuerdo de producción compartida con Canadá. Como parte del acuerdo de producción compartida entre los gobiernos canadiense y holandés, los fuselajes centrales de todos los aviones, excepto los 31 primeros, fueron construidos por Fokker en los Países Bajos.
El primer CF-5 fue presentado formalmente en una ceremonia en la fábrica de Cartierville el 6 de febrero de 1968. El primer NF-5 fue presentado el 5 de marzo de 1969.

## Historia operacional

### Canadá
Inicialmente, los 433 y 434 Squadrons fueron los únicos dos escuadrones en operar el CF-5. Estaba previsto que volaran el avión tres escuadrones, pero debido a restricciones presupuestarias, los aviones excedentes se almacenaron en CFB North Bay y CFB Trenton, siendo algunos vendidos más tarde a otros países. Al 434 Squadron se le asignó el entrenamiento introductorio al combate táctico para el CF-104, pero hizo la transición a tareas de escuadrón de reacción rápida, estando listo para desplegar en Europa con poca anticipación en caso de hostilidades. El escuadrón se mudó a la CFB Bagotville con el 433 Squadron, por poco tiempo, y luego a la CFB Chatham.
Las tareas de entrenamiento fueron adoptadas por el 419 Squadron en la CFB Cold Lake; continuaría proporcionando entrenamiento a reacción, entrenamiento de combate aéreo disimilar (llevando esquemas de pintura cuasi-soviéticos similares a los de los F-5E de la USAF, USN y USMC), y sirviendo como entrenador introductorio de combate del CF-18 hasta que el avión fue retirado en 1995. Todas las células restantes fueron almacenadas en la CFD Mountain View. 

### Países Bajos
La Real Fuerza Aérea de los Países Bajos recepcionó su primer avión (un NF-5B biplaza) en octubre de 1969, siendo el primer escuadrón en formarse el 313 Squadron en Twente. La misión inicial del mismo fue como unidad de conversión para entrenar pilotos en el nuevo modelo. El NF-5 serviría con cuatro escuadrones, los 313 y 315 Squadron en Twente, el 316 Squadron en Gilze-Rijen y el 314 Squadron en Eindhoven. El último NF-5 fue entregado en marzo de 1972.
Desde 1986, los escuadrones comenzaron a convertirse al General Dynamics F-16 construido bajo licencia, y el último NF-5 fue retirado en marzo de 1991.
La mayoría de los aviones excedentes fueron vendidos a Turquía y Venezuela o retenidos como fuente de repuestos, un número de aviones fue donado a Grecia.

## Variantes
CF-5A
Versión monoplaza de caza para las Fuerzas Canadienses, designación CF-116; 89 construidos.
CF-5A(R)
Versión de reconocimiento monoplaza para las Fuerzas Canadienses. Construido en pequeñas cantidades. Designación de las Fuerzas Canadienses: CF-116A(R).
CF-5D
Versión biplaza de entrenamiento para las Fuerzas Canadienses, CF-116D; 46 construidos.
NF-5A
Versión monoplaza de caza para la Real Fuerza Aérea de los Países Bajos, 30 construidos.
NF-5B
Versión biplaza de entrenamiento para la Real Fuerza Aérea de los Países Bajos, 30 construidos.
VF-5A
Versión monoplaza de caza para la Aviación Militar Bolivariana.
VF-5D
Versión biplaza de entrenamiento para la Aviación Militar Bolivariana.

## Operadores
Botsuana
- Fuerza Aérea de Botsuana[2]

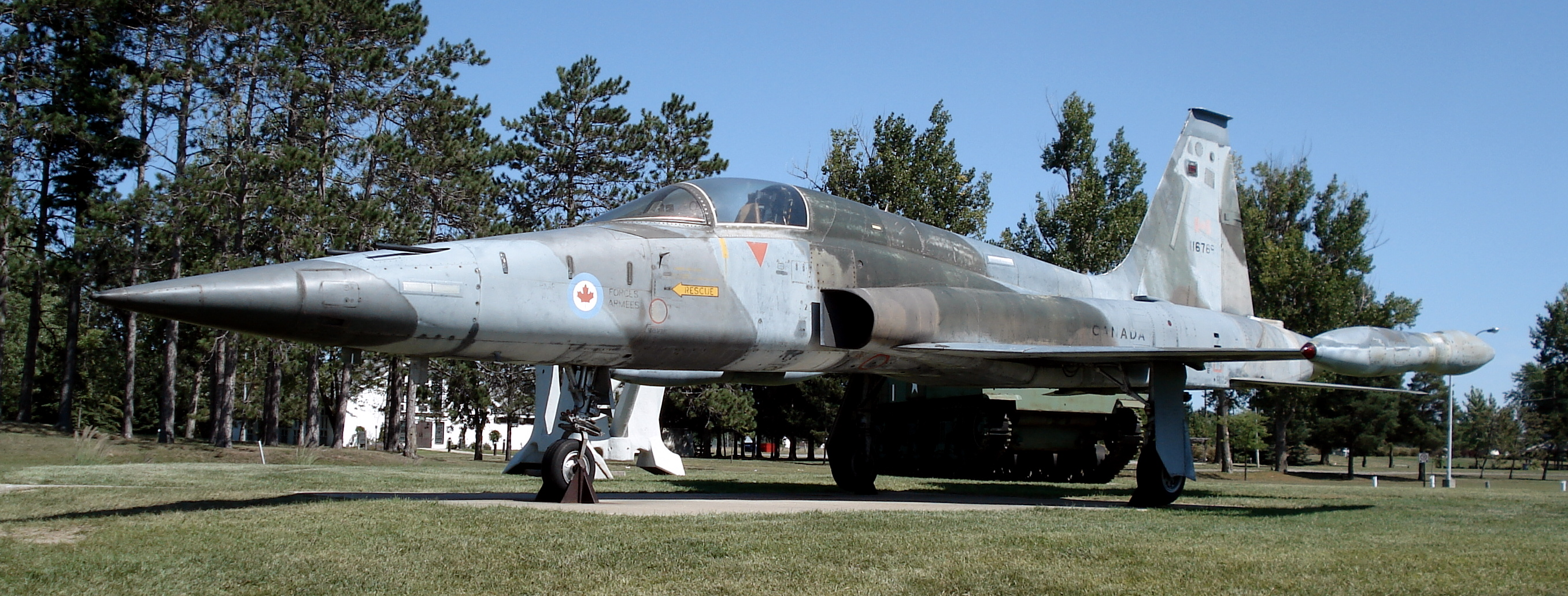
CF-116 Freedom Fighter de la Fuerza Aérea Canadiense, exhibido en la CFB Borden.

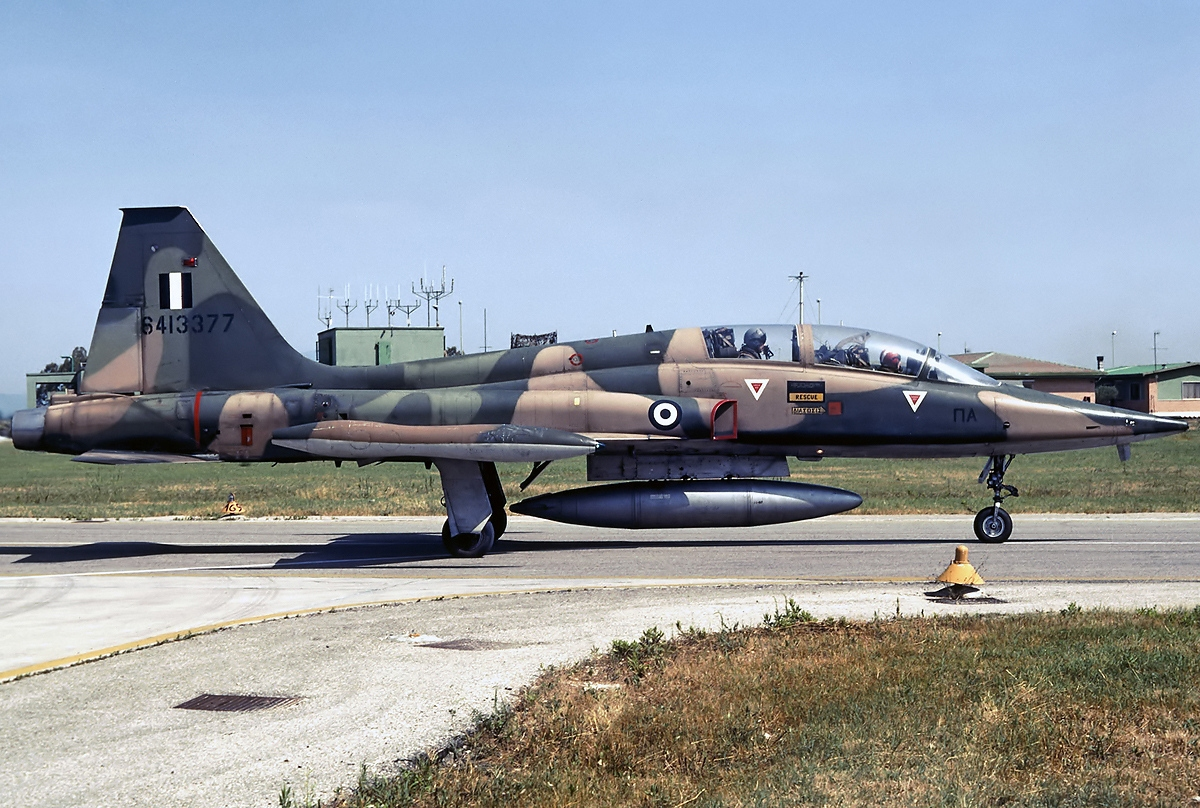
CF-5B Freedom Fighter griego.

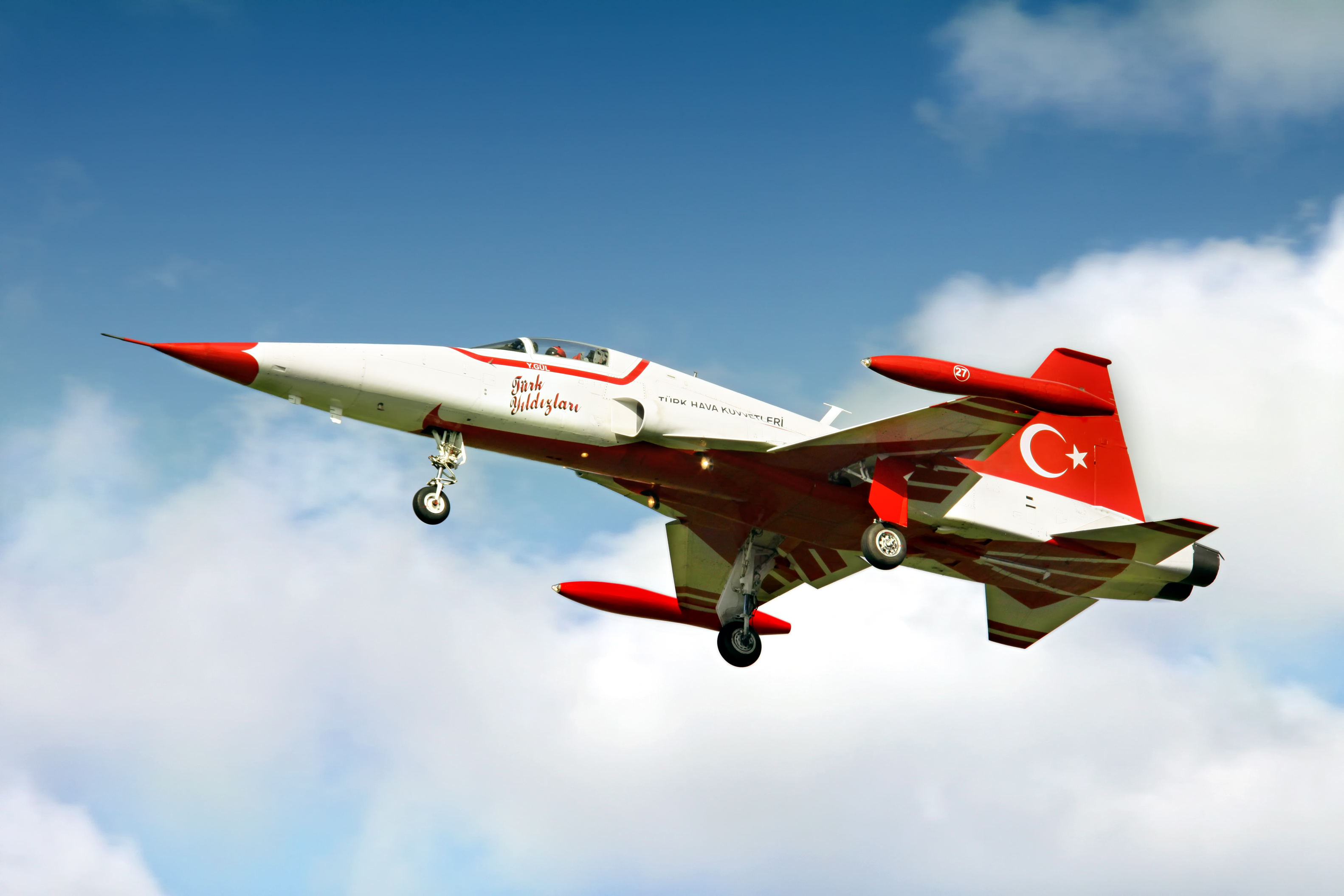
NF-5B de la Fuerza Aérea Turca.

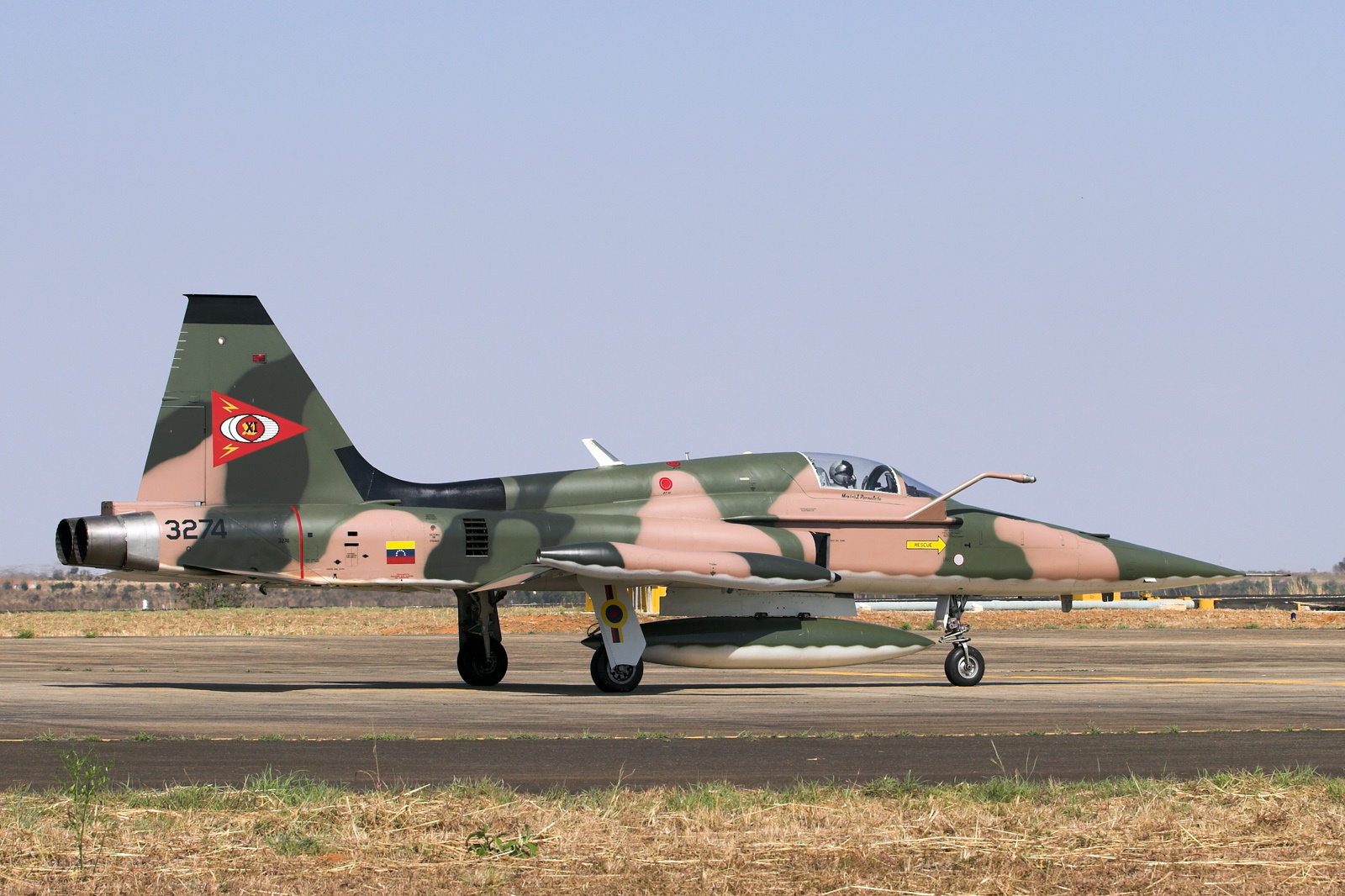
Northrop (Canadair) VF-5A (CL-226) de la Aviación Militar Bolivariana.

  - Z28 Squadron en la Maparangwane Air Base.[8]

 Canadá
- Real Fuerza Aérea Canadiense
  - 419 Squadron[2]
  - 433 Squadron[2]
  - 434 Squadron[2]

 Grecia
- Fuerza Aérea Griega
  - 12 NF-5 (10 NF-5A, un NF-5B y un NF-5B para repuestos) fueron donados a Grecia en 1991 para ser usados por el 349 "Kronos" Squadron. Fueron retirados en 2001.
  - La venta de 28 CF-5 usados ofertados en 2001 fracasó y finalmente los aviones fueron dados de baja.[9]

 Países Bajos
- Real Fuerza Aérea de los Países Bajos:[2] 105 NF-5 (75 monoplaza y 30 biplaza) fueron puestos en servicio entre 1969 y 1972, dados de baja en 1991. 
  - No. 313 Squadron; Twente Air Base (hecha transición al F-16 en 1987).
  - No. 314 Squadron; Eindhoven Air Base (hecha transición al F-16 in 1990).
  - No. 315 Squadron, Unidad de Conversión Operativa (OCU); Twente Air Base (hecha transición al F-16 in 1986).
  - No. 316 Squadron; Gilze-Rijen Air Base (hecha transición al F-16 in 1991).
  - Unidad de Entrenamiento Técnico de Campo del NF-5 (1971–1984); Twente Air Base.
- Tactical Air Support, Inc.
  - En 2013, la compañía añadió a su flota cuatro Canadair CF-5D Freedom Fighter y piezas de repuesto de F-5 para 20 años.[10]

 Turquía
- Fuerza Aérea Turca
  - 134th Acroteam Squadron Command (10 NF-5A y 2 NF-5B en servicio con el equipo de exhibición acrobática Turkish Stars[11]).

 Venezuela
- Aviación Militar Bolivariana[2]
  - Grupo Aéreo 12 (incluyendo 8 NF-5 anteriormente pertenecientes a la Real Fuerza Aérea de los Países Bajos).

## Supervivientes
- Atlantic Canada Aviation Museum.[12]
- Musée de la Défense aérienne, CFB Bagotville, Saguenay, Quebec.
- Defence Research and Development Canada – Toronto (DRDC) (montado en la Sheppard Avenue West), Downsview, Ontario.[13]
- Canada Aviation and Space Museum, Ottawa, Ontario.[14]
- Canadian War Museum Ottawa, Ontario: versión de reconocimiento.[15]
- Canadian Warplane Heritage Museum en Hamilton, Ontario.[16]
- Cold Lake Air Force Museum.«Cold Lake Museum - F5». Consultado el 21 de febrero de 2017.
- CFB Cold Lake: en la carretera de acceso, montado en una posición de ascenso.
- CFB Winnipeg: Air Force Heritage Park.
- Holiday Inn (hotel), Trenton, Ontario: montado sobre sus toberas en posición de ascenso, visible desde la Ontario Highway 401.
- Kamloops Airport.[17]
- Museo Aeronáutico de Maracay, Maracay, Venezuela.
- Reynolds-Alberta Museum en Wetaskiwin, Alberta: CF-5D de 1969.
- The Military Museums, Calgary, Alberta: montado sobre sus toberas en posición de ascenso, visible desde el Crowchild Trail.
- National Air Force Museum of Canada, Trenton, Ontario.[18]
- Toronto/Markham Airport: 2 ejemplares localizados en Markham, Ontario.[19]

## Especificaciones (CF-116)

### Características generales
- Tripulación: Uno (piloto)
- Longitud: 14,4 m (47,2 ft)
- Envergadura: 7,9 m (25,8 ft)
- Altura: 4 m (13,2 ft)
- Superficie alar: 17,3 m² (186 ft²)
- Peso vacío: 3938 kg (8679,4 lb)
- Peso máximo al despegue: 9249 kg (20 384,8 lb)
- Planta motriz: 2× turborreactor Orenda (bajo licencia) GE J85-15.
  - Empuje normal: 13 kN (1326 kgf; 2923 lbf) de empuje cada uno.
  - Empuje con postquemador: 19,1 kN (1948 kgf; 4294 lbf) de empuje cada uno.

### Rendimiento
- Velocidad nunca excedida (Vne): Mach 1,3[20]
- Alcance: 1400 km (756 nmi; 870 mi)
- Techo de vuelo: 12 000 m (39 370 ft)
- Régimen de ascenso: 175 m/s (34 448 ft/min)

### Armamento
- Cañones: 

  - 2x Pontiac M39A2 en el morro, 280 disparos/arma
- Bombas: 3200 kg de carga en cinco soportes, incluyendo una variedad de municiones aire-tierra, como la serie Mark 80 de bombas no guiadas (incluyendo bombas de prácticas de 3 y 14 kg), bombas de racimo estadounidenses CBU-24/49/52/58 y británicas BL755, bomba M129 Leaflet y depósitos lanzables para aumentar el alcance
- Cohetes: 

  - 2x contenedores cohete CRV7 o
  - 2x contenedores cohete LAU-10 con 4x cohete Zuni de 127 mm cada uno o
  - 2x contenedores cohete Matra con 18x cohete SNEB de 68 mm cada uno
- Misiles: 

  - 2x misil aire-aire AIM-9 Sidewinder

## Aeronaves relacionadas

### Desarrollos relacionados
- Northrop F-5

### Aeronaves similares
- Dassault Étendard
- Aeritalia G.91
- Mikoyan MiG-21

### Secuencias de designación
- Secuencia CL- (interna de Canadair (Reactores)): ← CL-41 - CL-52 - CL-90 - CL-219 - CL-226 - CF-5 - CL-600 - CL-601 - CL-604 →
- Secuencia C_- (Aeronaves de las Fuerzas Canadienses, 1968-presente): ← CH-113 - CT-114 - CC-115 - CF-116 - CC-117 - CH-118 - CO-119 →